# Rineloricaria longicauda
Rineloricaria longicauda és una espècie de peix de la família dels loricàrids i de l'ordre dels siluriformes que es troba a Sud-amèrica: Rio Grande do Sul.
Els mascles poden assolir els 13,2 cm de longitud total.